# Rezerwat przyrody Ruda
Rezerwat przyrody Ruda – rezerwat przyrody w gminie Bakałarzewo w powiecie suwalskim w województwie podlaskim.
Rezerwat przyrody Ruda położony jest na Pojezierzu Zachodniosuwalskim w dolinie górnej Rospudy w pobliżu miejscowości Kotowina. Ustanowiony został ustanowiony w 2007. Jego powierzchnia wynosi 3,3841 ha. Ruda jest rezerwatem florystycznym (podtyp: roślin zielnych i krzewinek). Celem ochrony rezerwatu jest zachowanie wilgotnych łąk oraz lasu łęgowego, położonych na terenie doliny Rospudy wraz z ich typową florą i fauną.